# Condado de Alfalfa
O Condado de Alfalfa é um dos 77 condados do estado norte-americano de Oklahoma. A sede de condado é Cherokee, que é também a sua maior cidade.
O condado tem uma área de 2283 km² (dos quais 38 km² estão cobertos por água), uma população de 6105 habitantes, e uma densidade populacional de 2,7 hab/km² (segundo o censo nacional de 2000). O condado foi fundado em 1907 e recebeu o seu nome em homenagem a William H. "Alfalfa Bill" Murray, o presidente da Convenção Constitucional de Oklahoma e nono governador de Oklahoma.

## Condados adjacentes
- Condado de Harper, Kansas (nordeste)
- Condado de Grant (leste)
- Condado de Garfield (sudeste)
- Condado de Major (sul)
- Condado de Woods (oeste)
- Condado de Barber, Kansas (noroeste)

## Cidades e vilas
- Aline
- Amorita
- Burlington
- Byron
- Carmen
- Cherokee
- Goltry
- Helena
- Ingersoll
- Jet
- Lambert